# Hermann Maaß
Hermann Maaß, född 23 oktober 1897, död 20 oktober 1944 i Berlin-Plötzenseefängelset (avrättad). Avrättades för att ha deltagit i 20 juli-attentatet.